# Memoria del mondo

Logo del Memory of the world Programme

Memoria del mondo (in inglese Memory of the World) è un programma dell'UNESCO fondato nel 1992 e volto a censire e salvaguardare il patrimonio documentario dell'umanità dai rischi connessi all'amnesia collettiva, alla negligenza, alle ingiurie del tempo e delle condizioni climatiche, dalla distruzione intenzionale e deliberata. Il programma ha come obiettivi: facilitare la conservazione dei documenti, favorirne l'accesso universale e aumentare la consapevolezza diffusa dell'importanza del patrimonio documentario.

## Il programma e l'IAC
Il programma promuove diverse attività di valorizzazione e tutela; la principale è la redazione e il costante aggiornamento di un registro che include documenti di varia natura tra i quali raccolte di testi, manoscritti, spartiti, documenti storici unici, immagini, registrazioni e filmati, tutti segnalati per importanza e caratteristiche di unicità. Il programma sfrutta lo stato dell'arte della tecnologia per garantire migliore diffusione e accessibilità dei contenuti inseriti nel registro, attraverso una rete di esperti che si occupano di scambiare informazione e ottenere risorse per la salvaguardia, la digitalizzazione e la divulgazione del materiale.
Ogni organizzazione o individuo ha la possibilità di candidare un bene documentario per essere inserito nel registro del programma. L'International Advisory Committee (IAC), durante i suoi congressi biennali, esamina tutta la documentazione disponibile sulla descrizione del bene, la sua origine, l'importanza nel mondo, nonché l'attuale stato di conservazione.

### Congressi dell'IAC
La tabella seguente elenca i congressi biennali dell'IAC, tenutisi a partire dal 1993 per discutere e inserire nuovi beni documentari all'interno del registro del programma:
| Congresso                           | Anno | Luogo      | Data                    | Presidente dell'IAC   | Numero di beni discussi | Numero di beni inseriti nel registro | Note          |
| ----------------------------------- | ---- | ---------- | ----------------------- | --------------------- | ----------------------- | ------------------------------------ | ------------- |
| 1º                                  | 1993 | Pułtusk    | 12–14 settembre         | Jean-Pierre Wallot    | nessuno                 | nessuno                              | [ 1 ]         |
| 2º                                  | 1995 | Parigi     | 3–5 maggio              | Jean-Pierre Wallot    | nessuno                 | nessuno                              | [ 1 ]         |
| 3º                                  | 1997 | Tashkent   | 29 settembre–1º ottobre | Jean-Pierre Wallot    | 69                      | 38                                   | [ 1 ] [ 7 ]   |
| Riunione dell'ufficio di presidenza | 1998 | Londra     | 4–5 settembre           | Jean-Pierre Wallot    | nessuno                 | nessuno                              | [ 1 ]         |
| 4º                                  | 1999 | Vienna     | 10–12 giugno            | Bendik Rugaas         | 20                      | 9                                    | [ 6 ]         |
| 5º                                  | 2001 | Cheongju   | 27–29 giugno            | Bendik Rugaas         | 42                      | 21                                   | [ 8 ]         |
| 6º                                  | 2003 | Danzica    | 28–30 agosto            | Ekaterina Genieva     | 41                      | 23                                   | [ 3 ] [ 9 ]   |
| 7º                                  | 2005 | Lijiang    | 13–18 giugno            | Deanna B. Marcum      | 53                      | 29                                   | [ 10 ] [ 11 ] |
| 8º                                  | 2007 | Pretoria   | 11–15 giugno            | Alissandra Cummins    | 53                      | 38                                   | [ 12 ] [ 13 ] |
| 9º                                  | 2009 | Bridgetown | 27–31 luglio            | Roslyn Russell        | 55                      | 35                                   | [ 14 ] [ 15 ] |
| 10º                                 | 2011 | Manchester | 22–25 maggio            | Roslyn Russell        | 84                      | 45                                   | [ 16 ]        |
| 11º                                 | 2013 | Gwangju    | 18–21 giugno            | Helena Asamoah-Hassan | 84                      | 56                                   | [ 17 ]        |
| 12º                                 | 2015 | Abu Dhabi  | 4–6 ottobre             | Abdulla El Reyes      | 86                      | 44                                   | [ 18 ]        |
| 13º                                 | 2017 | Parigi     | 24–27 ottobre           | Abdulla El Reyes      | 132                     | 78                                   | [ 19 ]        |

## Elenco dei beni documentari per paese
Per una lista completa di tutti i beni documentari presenti nel registro è possibile consultare il Memory of the World Register.

### A
- Albania
  - 2005 - Codex Purpureus Beratinus, Archivio nazionale, Tirana
- Angola
  - 2011 - Archivi Ndembu, Arquivos dos Dembos (in comune col Portogallo)
- Antille Olandesi[21]
  - 2009 - Primo catechismo in lingua papiamento, Archivio nazionale Antille olandesi
  - 2011 - Archivi della Compagnia olandese delle Indie occidentali (in comune con Brasile, Ghana, Guyana, Paesi Bassi, Suriname, Regno Unito e Stati Uniti d'America)
- Arabia Saudita
  - 2003 - Antichi scritti islamici (cufici) su calcare, presso Qa'a al Muatadil
- Argentina
  - 1997 - I documenti del Vicereame del Río de la Plata, Archivio nazionale, Buenos Aires
  - 2007 - Documenti (testi, foto e registrazioni) riguardanti la violazione dei diritti umani nel periodo del Processo di riorganizzazione nazionale dal 1976 al 1983
- Armenia
  - 1997 - La raccolta di manoscritti del Matenadaran (Istituto dei manoscritti antichi "Mesrop Mashtots") a Erevan
  - 2011 - I documenti della First Byurakan Survey (FBS o Markarian Survey) del 1965-1980 compiuto dall'Osservatorio di Byurakan
  - 2013 - La raccolta di appunti manoscritti e di musica da film del compositore Aram Chačaturjan
- Australia
  - 2001 - I giornali di bordo dell'HMS Endeavour di James Cook, Biblioteca Nazionale d'Australia, Canberra
  - 2001 - I manoscritti del processo di Edward Koiki Mabo, Biblioteca Nazionale d'Australia, Canberra
  - 2007 - La storia della Banda Kelly (1906), 1º lungometraggio del mondo; prima proiezione 26 dicembre 1906; durata della proiezione: circa 70 minuti
  - 2007 - Le registrazioni sui deportati d'Australia: diari scritti sulle deportazioni di 165.000 inglesi condannati alla colonia penale australiana tra il 1788 ed il 1868
  - 2009 - Manifesto del Queensland Labour Party al popolo del Queensland (del 9 settembre 1892)
- Austria
  - 1997 - Il Codice di Dioscoride, Biblioteca nazionale austriaca, Vienna
  - 1997 - Il documento finale del Congresso di Vienna, Archivio di Stato Austriaco, Vienna
  - 1999 - La collezione storica (1899-1950) dell'archivio dei fonogrammi, Accademia austriaca delle scienze, Vienna
  - 2001 - La raccolta di papiri dell'arciduca Ranieri Ferdinando d'Asburgo-Lorena, Biblioteca nazionale austriaca, Vienna
  - 2001 - La raccolta Schubert, documenti e prime edizioni di Franz Schubert della biblioteca di Vienna, Biblioteca Civica, Vienna
  - 2003 - L'atlante Blaeu-Van der Hem, Biblioteca nazionale Austriaca, Vienna
  - 2005 - Collezione su Brahms, Società degli Amici della Musica, Vienna
  - 2005 - Collezione gotica di disegni architettonici, Accademia di belle arti di Vienna, Vienna
  - 2005 - Biblioteca Corviniana, Biblioteca nazionale austriaca, Vienna, collezione del re ungherese Mattia Corvino (1443-1490)
  - 2007 - La Tavola Peutingeriana, Biblioteca nazionale austriaca, Vienna, raccolta delle mappe della rete stradale romana del tardo impero
  - 2011 - Salterio di Magonza, Biblioteca nazionale austriaca, Vienna, raccolta di Salmi in lingua latina (1457) a stampa multicolore in nero, rosso e blu
  - 2011 - Eredità di Arnold Schönberg, Centro Arnold Schönberg, Vienna
  - 2013 - La Bolla d'oro, Archivio di stato, Vienna (in comune con la Germania)
- Azerbaigian
  - 2005 - Raccolta di manoscritti medievali sulla medicina e la farmacia
  - 2017 - Copia del manoscritto del Canzoniere di Muhammad bin Suleman Fuzûlî

### B
- Bahamas
  - 2009 - Diario di Charles Farquharsons, cronaca dettagliata della piantagione dal 1831 al 1832, Bahamas Archives Nassau
  - 2009 - Registro degli schiavi caraibici dal 1817 al 1834 (con Belize, Dominica, Giamaica, Saint Kitts e Nevis, Trinidad e Tobago ed il Regno Unito)
- Barbados
  - 2003 - Eredità documentale dello schiavismo nei Caraibi
  - 2009 - Federal Archives Fonds (sulla Federazione delle Indie Occidentali)
  - 2009 - Collezione Nita-Barrow
  - 2011 - Collezione di documenti The Silver Men sull'emigrazione di lavoratori dalle Indie Occidentali per la costruzione del Canale di Panama (in comune con Barbados, Giamaica, Panama, Saint Lucia e Regno Unito)
  - 2011 - Carteggi della West Indian Commission della Caribbean Community
- Belgio
  - 2001 - Archivi dell'Officina Plantiniana, Plantin-Moretusmuseum, Anversa
  - 2005 - Biblioteca Corviniana (in comune con Germania, Francia, Italia, Austria e Ungheria)
  - 2009 - Archivi Insolvente Boedeldskamer, Anversa
  - 2013 - Archivi della Vecchia università di Lovanio (1425-1797)
  - 2013 - Le opere di Paul Otlet e Henri La Fontaine del XIX secolo per lo sviluppo del Répertoire Bibliographique Universel.
- Belize
  - 2009 - Registro degli schiavi caraibici dal 1817 al 1834 (con Bahamas, Dominica, Giamaica, Saint Kitts e Nevis, Trinidad e Tobago ed il Regno Unito)
- Benin
  - 1997 - Archivi coloniali, Archivio nazionale, Porto Novo
- Bielorussia
  - 2009 - Archivio Radziwiłł- Archivio e collezione della Biblioteca Njasviž (Nieśwież) (insieme a Lituania, Polonia, Russia, Ucraina e Finlandia)
- Bolivia
  - 2007 - Musica coloniale dell'America (XVI - XVIII secolo), Sucre
  - 2011 - Collezione di documenti della Audiencia Reale di Charcas dell'epoca dal 1561 fino al 1825, Biblioteca Nacional de Bolivia, Sucre
  - 2013 - Collezione di documenti sulla vita e le opere di Ernesto Che Guevara (in comune con Cuba), Archivio della banca centrale della Bolivia, La Paz
- Bosnia ed Erzegovina
  - 2017 - Manoscritto dell'Haggadah di Sarajevo
  - 2017 - Collezione di manoscritti della Biblioteca Gazi Husrev-Beg
- Brasile
  - 2003 - Raccolta imperiale, fotografie straniere e brasiliane del XIX secolo, Archivio di stato, Brasilia
  - 2011 - Archivi della Compagnia olandese delle Indie occidentali (in comune con Brasile, Ghana, Guyana, Paesi Bassi, Antille Olandesi, Suriname e Regno Unito)
  - 2013 - Archivio (quasi 9.000 documenti, schizzi e disegni) dell'architetto Oscar Niemeyer
  - 2013 - Documenti dei viaggi dell'imperatore Pietro II del Brasile in Brasile e all'estero
  - 2015 - Rappresentazioni cartografiche ed iconografiche della Guerra della triplice alleanza (in comune con l'Uruguay)
  - 2017 - L'opera di Antônio Carlos Gomes (in comune con l'Italia)

### C
- Cambogia
  - 2009 - Museo del genocidio di Tuol Sleng
- Canada
  - 2007 - Archivi della Compagnia della Baia di Hudson, Winnipeg
  - 2007 - Collezione dei seminari dell'arcidiocesi di Québec dal 1623 al 1800
  - 2009 - Neighbours, film del 1952: animazione, regia e produzione di Norman McLaren
  - 2013 - Archivi dell'Università di Toronto sulla scoperta dell'insulina
- Cile
  - 2003 - Archivio dei diritti umani sulla dittatura militare 1973-89, Santiago del Cile
  - 2003 - Illustrazioni dei gesuiti in America, Archivio di stato, Santiago del Cile
  - 2013 - Raccolta di poesie popolari Lira popular Archivio di stato (Biblioteca Nacional de Chile) e Università del Cile, Santiago de Chile
- Cina
  - 1997 - Archivio di musica tradizionale, Music Research Institute, Chinese Academy of Arts, Pechino
  - 1999 - Atti della segreteria dei Qing (cinese: Qīngcháo nèigé mìběn dàng'àn 清朝內閣秘本檔案), Primo archivio storico della Cina,
  - 2003 - Manoscritti dell'Antico Dongba dei Naxi, Lijiang
  - 2005 - Elenco aureo degli esami di Palazzo della Dinastia Qing (in cinese: Qīngcháo jīn bǎng 清朝金榜)
  - 2007 - Archivi dello Yangshi Lei-Palazzi della Dinastia Qing
- Colombia
  - 2005 - Archivio Negros y Esclavos, Cartagena
  - 2007 - Musica coloniale dell'America (XVI - XVIII secolo), Archivio della Cattedrale, Bogotà
- Corea del Sud
  - 1997 - Manoscritto Hunminjeongeum, Museo d'arte Kansong, Seul
  - 1997 - Annali della dinastia Joseon, Chongjoksan Sagabon, Seul
  - 2001 - Seungjeonwon Ilgi: i diari della segreteria reale, Biblioteca Gyujanggak e università di Seul
  - 2001 - Buljo jikji simche yojeol, noto anche come Jikji (volume II) - il secondo volume dell'antologia dell'insegnamento zen dei monaci buddisti, Biblioteca nazionale di Francia, Parigi
  - 2007 - Uigwe: i protocolli reali della dinastia Joseon
  - 2007 - Caratteri di legno per la stampa della Tripitaka Koreana
  - 2009 - Dong-ui bogam: principi e pratiche della medicina orientale
  - 2011 - Archivi sulla rivolta di Gwangju del 1980
  - 2013 - Il diario di guerra dell'ammiraglio Yi Sun-sin della fine del XVI secolo
  - 2013 - Saemaul Undong, archivi del movimento del nuovo villaggio
  - 2015 - Caratteri mobili lignei confuciani
- Cuba
  - 2005 - Fondo José Martí: raccolta di documenti illustranti attività ed opere del poeta nazionale cubano (L'Avana)
  - 2009 - Negativi originali del notiziario dell'Istituto Cubano di Arte ed Industria Cinematografica (ICAIC)
  - 2013 - Collezione di documenti sulla vita e le opere di Che Guevara (in comune con la Bolivia), Archivio della banca centrale della Bolivia, La Paz

### D
- Danimarca
  - 1997 - Archivi delle compagnie danesi commerciali di oltremare, Archivio nazionale, Copenaghen
  - 1997 - Collezione Linné, Danish National Library of Sciences and Medicine, Copenaghen
  - 1997 - Manoscritti e corrispondenza di Hans Christian Andersen, Sezione manoscritti, Biblioteca reale, Copenaghen
  - 1997 - Archivi di Søren Kierkegaard, Sezione manoscritti, Biblioteca reale, Copenaghen
  - 2007 - Il registro Sundzoll, Archivio nazionale, Copenaghen
  - 2007 - La raccolta di documenti El Primer Nueva Coronica y Buen Gobierno, Biblioteca reale, Copenaghen
  - 2009 - I manoscritti della collezione Arnamagnæan (insieme all'Islanda), Arnamagnæan Institut, Reykjavík
  - 2011 - La Bibbia miniata Hamburger Bible (o Bertoldus-Bible) del 1525 (MS. GKS 4 2°), Biblioteca reale, Copenaghen
- Dominica
  - 2009 - Registro degli schiavi caraibici dal 1817 al 1834 (con Belize, Bahamas, Giamaica, Saint Kitts e Nevis, Trinidad e Tobago e il Regno Unito)
- Rep. Dominicana
  - 2009 - Registri battesimali degli schiavi (1636-1670)
  - 2009 - Eredità documentale della rivolta e delle battaglie per i diritti umani nella Repubblica dominicana (1930-1961)

### E
- Egitto
  - 1997 - Documenti storici del canale di Suez, Cultural Bureau, Ambasciata d'Egitto, Parigi
  - 2005 - Documenti dei sultani e principi egiziani, Archivio nazionale, Il Cairo
  - 2007 - Manoscritti persiani illustrati e miniati, Archivio Nazionale Egiziano, Il Cairo
  - 2013 - I manoscritti del Corano del periodo mamelucco, Biblioteca nazionale, Il Cairo
- Estonia
  - 2009 - Catena baltica, catena umana (circa 2 milioni di persone), che si sviluppò il 23 settembre 1989, per circa 600 km, lungo i Paesi baltici (Estonia, Lituania e Lettonia), per chiedere l'indipendenza dall'Unione Sovietica in occasione dell'anniversario del Patto Molotov-Ribbentrop, in cui un protocollo segreto assegnò i territori dei tre stati all'occupazione sovietica
- Etiopia
  - 1997 - Tesori dell'archivio nazionale e dell'organizzazione delle biblioteche, National Archives and Library, Addis Abeba

### F
- Filippine
  - 1999 - Paleografie filippine (Hanunoo, Buid, Tagbanua e Pala'wan), Museo Nazionale, Manila
  - 2003 - Radiodiffusioni della People Power Revolution del 1986
  - 2007 - Collezione dell'etnomusicologo José Maceda, Università delle Filippine, Quezon City
- Finlandia
  - 1997 - Collezione Adolf Erik Nordenskiöld, Biblioteca universitaria, Helsinki
  - 2009 - Archivio Radziwiłł- Archivio e collezione della Biblioteca Njasviž (Nieśwież) (insieme a Lituania, Polonia, Russia, Ucraina e Bielorussia)
- Francia
  - 2003 - Dichiarazione dei diritti dell'uomo e del cittadino (1789-1791), Biblioteca nazionale di Francia, Parigi
  - 2005 - Trasmissione radio dell'appello di Charles de Gaulle del 18 giugno 1940
  - 2005 - I film dei fratelli Lumière
  - 2005 - Documenti sull'introduzione del sistema metrico decimale (1790-1837)
  - 2007 - Arazzo di Bayeux, Bayeux (Normandia)
  - 2009 - Biblioteca dell'abbazia cistercense di Chiaravalle sui tempi di Pierre de Virey (1472)
  - 2011 - Biblioteca del Beatus Rhenanus, Biblioteca Umanistica di Sélestat
  - 2015 - La Mappa mundi di Albi, Biblioteca di Albi

### G
- Ghana
  - 2011 - Archivi della Compagnia olandese delle Indie occidentali (insieme a Antille Olandesi, Brasile, Guyana, Paesi Bassi, Regno Unito, Stati Uniti e Suriname)
- Germania
  - 1999 - Prime registrazioni delle tradizioni musicali mondiali (1893-1952) presso l'archivio dei fonogrammi, Archivio dei fonogrammi del museo etnologico, Berlino
  - 2001 - Sinfonia nr. 9 in re minore (Beethoven), opera 125, Corale, Biblioteca di Stato, Berlino
  - 2001 - L'eredità letteraria di Goethe, Goethe- und Schiller-Archiv, Weimar
  - 2001 - La Bibbia a 42 linee di Gutenberg, Niedersächsische Staats und Universitätsbibliothek, Gottinga
  - 2001 - Metropolis, film muto di Fritz Lang, Fondazione Friedrich Wilhelm Murnau, Wiesbaden
  - 2004 - I testi miniati ottoniani prodotti nell'Abbazia di Reichenau, tra gli altri il Codex Egberti e l'apocalisse di Bamberg
  - 2005 - Le fiabe dei fratelli Grimm
  - 2005 - La carta terrestre di Waldseemüller del 1507, dal 2003 in possesso della Library of Congress, Washington (D.C.)
  - 2007 - L'epistolario di Leibniz, Niedersächsische Landsbibliotthek - Hannover
  - 2009 - Tre manoscritti della La canzone dei Nibelunghi, Bayerische Staatsbibliothek, Monaco di Baviera (Hs. A)/Stiftsbibliothek St. Gallen (Hs. B)/Badische Landesbibliothek, Karlsruhe (Hs. C)
  - 2011 - Erezione e crollo del Muro di Berlino e Trattato sullo stato finale della Germania (Zwei-plus-Vier-Vertrag)
  - 2011 - Benz Patent Motorwagen del 1886
  - 2013 – Il Disco di Nebra
  - 2013 – Il Codex Bambergensis medicinalis 1, Bamberg
  - 2013 - Gli scritti di Karl Marx (Manifesto del Partito Comunista e Il Capitale. primo volume; insieme ai Paesi Bassi)
  - 2013 - La Bolla d'oro, Archivio di stato, Vienna (in comune con l'Austria)
  - 2015 - Primi scritti del movimento riformista
  - 2015 - Manoscritto della Messa in Si minore di Johann Sebastian Bach
  - 2015 – La Lettera d'oro del 1756
  - 2015 - Il Kitāb al-masālik al-mamālik di al-Istakhri
- Giamaica
  - 2009 - Registro degli schiavi caraibici dal 1817 al 1834 (con Belize, Dominica, Bahamas, Saint Kitts e Nevis, Trinidad e Tobago ed il Regno Unito)
  - 2011 - Collezione di documenti The Silver Men sull'emigrazione di lavoratori dalle Indie Occidentali per la costruzione del Canale di Panama (in comune con Barbados, Panama, Saint Lucia e Regno Unito e Stati Uniti)

### I
- India
  - 1997 - La raccolta I. A. S. Tamil di manoscritti medici indiani, Istituti per gli studi asiatici, Tamil Nadu
  - 2003 - Archivi della Compagnia olandese delle Indie orientali, Chennai
  - 2005 - Manoscritti su fogli di palma per l'adorazione della divinità indù Shiva, Istituto di ricerche francese, Pondicherry
  - 2007 - 30 manoscritti del Ṛgveda, Bhandarkar-Institut, Pune
- Indonesia
  - 2003 - Archivi della Compagnia olandese delle Indie orientali, Giacarta
  - 2011 - La Galigo, conservato nella Biblioteca dell'Università di Leida
- Islanda
  - 2009 - I manoscritti della collezione Arnamagnæan (insieme alla Danimarca), Arnamagnæan Institut, Reykjavík
  - 2013 – Documenti del primo censimento islandese del 1703, Archivio nazionale islandese, Reykjavík
- Italia
  - 2005 - Biblioteca Malatestiana di Cesena
  - 2005 - Collezioni della Biblioteca Corviniana (in comune con Belgio, Germania, Francia, Austria e Ungheria)
  - 2011 - Archivio storico diocesano di Lucca
  - 2013 - Archivio storico dell'Istituto Luce
  - 2015 - Collezione almanacchi Barbanera 1762-1962, conservata presso la Fondazione Barbanera 1762
  - 2015 - Codex Purpureus Rossanensis, custodito a Rossano, in Calabria
  - 2015 - L'opera di Frate Bernardino de Sahagún (in comune con Messico)
  - 2017 - L'opera di Antônio Carlos Gomes (in comune con il Brasile)

### K
- Kazakistan
  - 2003 - Raccolta di manoscritti di Khoja Ahmed Yasawi, Biblioteca nazionale, Astana
  - 2005 - Documenti audiovisivi del movimento internazionale anti atomico "Nevada-Semipalatinsk", Semej

### L
- Lettonia
  - 2001 - Dainu skapis - l'archivio dei canti popolari, Archivio del folclore lettone, Riga
  - 2009 - Catena baltica, catena umana (circa 2 milioni di persone), che si sviluppò il 23 agosto 1989, per circa 600 km, lungo i Paesi Baltici (Estonia, Lituania e Lettonia), per chiedere l'indipendenza dall'Unione Sovietica in occasione dell'anniversario del Patto Molotov-Ribbentrop, in cui un protocollo segreto assegnò i territori dei tre stati all'occupazione sovietica
- Lituania
  - 2009 - Catena baltica, catena umana (circa 2 milioni di persone), che si sviluppò il 23 settembre 1989, per circa 600 km, lungo i Paesi Baltici (Estonia, Lituania e Lettonia), per chiedere l'indipendenza dall'Unione Sovietica in occasione dell'anniversario del Patto Molotov-Ribbentrop, in cui un protocollo segreto assegnò i territori dei tre stati all'occupazione sovietica
  - 2009 - Archivio Radziwiłł- Archivio e collezione della Biblioteca Njasviž (Nieśwież) (insieme a Finlandia, Polonia, Russia, Ucraina e Bielorussia)
- Libano
  - 2005 - Stele di Nahr el-Kalb, Monte Libano
  - 2005 - L'alfabeto fenicio
- Lussemburgo
  - 2003 - The Family of Man, mostra fotografica del 1955 di Edward Steichen, in esposizione permanente al castello di Clervaux

### M
- Madagascar
  - 2009 - Archivi reali (1824-1897)
- Mali
  - 2017 - Libro delle cure delle malettie interne ed esterne che colpiscono il corpo (Kitāb Shifā al-Asqām al-Āriḍat min al-Ẓahir wa al-Bāṭin min al-Ajsām)
  - 2017 – Ricordi di coloro che non badano ai danni che derivano dalle divergenze di coloro che credono (Tadkirat al gāfilin ‘anqubhihtilāf al- mu’minin)
  - 2017 – Gli interessi dell'uomo sono legati alle religoni e al corpo (Maṣāliḥ al-Insān al-Mutaʿalliqat bi al-Adyānwa al-Abdān) (con la Nigeria)
- Malaysia
  - 2001 - La corrispondenza del sultano di Kedah (1882-1943), Archivio di stato, Alor Setar
  - 2001 - Hikayat Hang Tuah, Biblioteca nazionale, Kuala Lumpur
  - 2001 - Sejarah Melayu - gli annali malesi, Istituto di lingue e letteratura, Kuala Lumpur
  - 2009 - Batu Bersurat Terengganu
- Mauritius
  - 1997 - Atti dell'occupazione francese, Archivi Mauritius, Petite Rivière, Port Louis
  - 2015 – Archivio della servitù debitoria, National Archives Department, Biblioteca nazionale e Mahatma Gandhi Institute
- Messico
  - 1997 - Raccolta dei codici messicani, Biblioteca Nazionale di Storia ed Antropologia, Città del Messico
  - 1997 - Codici dall'Oaxaca-Tal, Archivio Nazionale, Città del Messico
  - 1997 - Codex Techaloyan da Cujimalpaz, Archivio Nazionale, Città del Messico
  - 2003 - Los olvidados, film del 1950 diretto da Luis Buñuel, Filmoteca della UNAM, Città del Messico
  - 2005 - Biblioteca Palafoxiana, Puebla
  - 2007 - Musica coloniale dell'America (XVI - XVIII secolo), Archivio arcivescovile, Oaxaca de Juárez
  - 2007 - Collezione di libri di lingue indigene, Biblioteca Nazionale di Jalisco, Guadalajara
  - 2009 - Collezione del Centro di Documentazione ed Investigazione della Comunità Ashkenazita in Messico (dal XVI al XX secolo)

### N
- Namibia
  - 2005 - Diari di Hendrik Witbooi, Archivio Nazionale della Namibia, Windhoek
- Nuova Zelanda
  - 1997 - Il Trattato di Waitangi 1840, Archivio Nazionale Neozelandese, Wellington
  - 1997 - Petizione per l'introduzione del diritto di voto alle donne del 1893, Archivio Nazionale Neozelandese, Wellington
  - 2015 - Gli archivi di Edmund Hillary, Auckland Museum
- Nicaragua
  - 2007 - Archivio della Campagna nazionale per l'alfabetizzazione, Managua
- Nigeria
  - 2017 – Gli interessi dell'uomo sono legati alle religoni e al corpo (Maṣāliḥ al-Insān al-Mutaʿalliqat bi al-Adyānwa al-Abdān) (con la Nigeria)
- Norvegia
  - 2001 - Archivio della lebbra di Bergen, Archivio di Stato e Regionale, Bergen, Documenti della ricerca scientifica sulla malattia
  - 2001 - Henrik Ibsen: Casa di bambola, Biblioteca Nazionale Norvegese, Oslo
  - 2005 - Materiale cinematografico sulla spedizione polare 1910-1912 condotta da Roald Amundsen
  - 2011 - L'archivio Thor Heyerdahl (collezione di film, documenti e fotografie), Biblioteca Nazionale Norvegese / Museo Kon-Tiki, Oslo
  - 2013 - La collezione di foto e negativi del 1882/93 "Sophus-Tromholt"

### P
- Paesi Bassi
  - 2003 - Biblioteca Ets Haim - Livraria Montezinos della Comunità israelita portoghese
  - 2003 - Archivi della Compagnia olandese delle Indie orientali, L'Aia
  - 2009 - Diario di Anna Frank
  - 2011 - L'archivio cinematografico di inizio XX secolo del noleggiatore Jean Desmet.
  - 2011 - La Galigo, custodita presso la biblioteca dell'Università di Leida (insieme all'Indonesia)
  - 2011 - L'archivio della Compagnia olandese delle Indie occidentali (insieme a Brasile, Ghana, Guyana, Antille Olandesi, Suriname, Regno Unito e Stati Uniti)
  - 2011 - L'archivio della Middelburgsche Commercie Compagnie (insieme a Curaçao e Suriname)
  - 2013 - Gli scritti autobiografici Babad Diponegoro del combattente per la libertà giavanese Diponegoro (insieme all'Indonesia)
  - 2013 - Gli scritti di Karl Marx (Manifesto del Partito Comunista e Il Capitale. primo volume; insieme alla Germania)
  - 2015 - Raccolte selezionate e in diverse lingue dell'archivio dell'Istituto Max-Planck per la psicolinguistica, Nijmegen
- Pakistan
  - 1999 - I documenti di Ali Jinnah, Archivio Nazionale, Islamabad
- Paraguay
  - 2009 - Archivi del Terrore
- Perù
  - 2007 Musica coloniale dell'America (XVI -XVIII secolo), Biblioteca Nazionale, Lima
- Polonia
  - 1999 - De Revolutionibus Orbium Coelestium libri sex (it.: Le rivoluzioni dei corpi celesti), manoscritto di Niccolò Copernico, dal 1956 nella Biblioteca Jagellona a Cracovia
  - 1999 - Archivi dal Ghetto di Varsavia (Archivi di Emanuel Ringelblum), Istituto Storico Ebraico di Varsavia
  - 1999 - I capolavori di Fryderyk Chopin, Fryderyk-Chopin-Gesellschaft, Varsavia
  - 2003 - Le spiegazioni della Conferenza di Varsavia del 1573 sulla libertà di fede
  - 2003 - 21 Rivendicazioni di Danzica (scioperi dell'agosto 1980 in Polonia), nascita del sindacato Solidarność come massiccio movimento cittadino
  - 2007 - Codex Suprasliensis (Manoscritto in antico slavo ecclesiastico), Biblioteca Narodowa, Varsavia
  - 2007 - Archivi della Commissione Nazionale per l'Educazione (1773-94), Cracovia
  - 2009 - Archivi dell'Association Institut Littéraire Kultura in Parigi (1946-2000)
  - 2009 - Archivio Radziwiłł- Archivio e collezione della Biblioteca Njasviž (Nieśwież) (insieme a Lituania, Finlandia, Russia, Ucraina e Bielorussia)
  - 2011 - Archivi del Biuro Odbudowy Stolicy, ente per la ricostruzione di Varsavia, Archivio di stato, Varsavia
  - 2013 - Ahdnames, trattati di pace tra Polonia e regno ottomano
  - 2013 - Raccolte della Bibliothèque Polonaise del Adam-Mickiewicz-Museum di Parigi a Parigi
  - 2015 - Documenti e biblioteca dell'Unitas fratrum boema. Archivio di stato di Poznań, Biblioteca Raczyński Bratislava e Biblioteca Kórnik
- Portogallo
  - 2005 - Lettera di Cabral, redatta da Pêro Vaz de Caminha, al re del Portogallo Manuele I, che gli annuncia la scoperta del Brasile, Carta do Achamento do Brasil, prima descrizione del Brasile, 1500
  - 2007 - Trattato di Tordesillas del 7 giugno 1494, Biblioteca Nazionale, Lisbona
  - 2007 - Corpo Cronologico: raccolta di manoscritti sull'espansione portoghese del XV e XVI secolo.
  - 2010 - Rapporti dei comandanti Gago Coutinho e Sacadura Cabral del primo volo sopra l'Atlantico meridionale nell'anno 1922, Biblioteca Central da Marinha, Lisbona
  - 2013 - Diario di viaggio del primo viaggio di Vasco da Gama in India (1497-1499), Biblioteca Pública Municipal do Porto

### R
- Regno Unito
  - 2005 The Battle at the Somme (1916): film sulla battaglia della prima guerra mondiale, Imperial War Museum, Londra
  - 2007 - Mappa di Hereford, Cattedrale di Hereford, Hereford
  - 2009 - Magna Carta, redatta nel 1215
  - 2009 - Registro degli schiavi caraibici dal 1817 al 1834 (con Belize, Dominica, Giamaica, Bahamas, Trinidad e Tobago e Saint Kitts e Nevis)
  - 2011 - Archivi della Compagnia olandese delle Indie occidentali (in comune con Brasile, Ghana, Guyana, Paesi Bassi, Antille Olandesi, Suriname)
  - 2013 - La raccolta di manoscritti riguardante l'opera Il cavaliere dalla pelle di leopardo di Shota Rustaveli (insieme alla Georgia)
  - 2013 - L'archivio dei membri dell'Institution of Civil Engineers di Londra
  - 2015 - L'archivio personale di Winston Churchill
  - 2017 - Gli archivi di Gertrude Bell
- Russia
  - 1997 - Vangelo di Arcangelo (Arcangelo), evangelistario del 1092 (Архангельское Евангелие), Biblioteca nazionale russa, Mosca
  - 1997 - Vangelo di Chitrovo (Евангелие Хитрово), Biblioteca Nazionale Russa, Mosca
  - 1997 - Pubblicazioni slave in alfabeto cirillico del XV secolo, Biblioteca Nazionale Russa, Mosca
  - 1997 - Raccolta di giornali quotidiani, Biblioteca Nazionale Russa, Mosca
  - 1997 - Carte geografiche dell'Impero russo e dei suoi rivali (XVII secolo), Biblioteca Nazionale Russa, Mosca
  - 1997 - Manifesti russi dalla fine del XIX secolo all'inizio del XX, Biblioteca Nazionale Russa, Mosca
  - 2001 - Storica collezione degli Archivi fonografici di San Pietroburgo (1889-1955), Istituto per la letteratura russa ed Accademia Russa delle Scienze, San Pietroburgo
  - 2007 - Codex Suprasliensis (Manoscritto in antico slavo ecclesiastico), Biblioteca nazionale russa, San Pietroburgo
  - 2009 - Archivio Radziwiłł- Archivio e collezione della Biblioteca Njasviž (Nieśwież) (insieme a Lituania, Polonia, Finlandia, Ucraina e Bielorussia)
  - 2011 - I Vangeli di Ostromir del 1056/57, Biblioteca nazionale russa, Mosca

### S
- Saint Kitts e Nevis
  - 2009 - Registro degli schiavi caraibici dal 1817 al 1834 (con Belize, Dominica, Giamaica, Bahamas, Trinidad e Tobago ed il Regno Unito)
- Saint Lucia
  - 2009 - Carte di Sir William Arthur Lewis
  - 2011 - Collezione di documenti The Silver Men sull'emigrazione di lavoratori dalle Indie Occidentali per la costruzione del Canale di Panama (in comune con Barbados, Giamaica, Panama, Saint Lucia e Regno Unito)
- Senegal
  - 1997 - Collezione dell'Africa Occidentale Francese (Afrique occidentale française), Archivio Nazionale, Dakar
  - 2015 - Registri della École William Ponty
  - 2015 - Collezione di antiche cartoline dell'Africa Occidentale Francese (1900-1959), Archivio Nazionale
- Serbia
  - 2003 - Archivio Nikola Tesla, Belgrado
  - 2005 - Vangelo di Miroslav (verso il 1180), Museo Nazionale Serbo, Belgrado
  - 2009 - Archivi del Servizi segreti jugoslavi sulla Jugoslavia e sulle guerre in Bosnia e in Croazia dal 1946 al 2001.
- Slovacchia
  - 1997 - Codici illustrati della Biblioteca della Casa dell'Ordine di Bratislava (Presburgo), Archivio Nazionale, Bratislava
  - 1997 - Collezione Basagic di manoscritti islamici, Biblioteca dell'Università, Bratislava
  - 2007 - Carta della miniera di Banská Štiavnica (1641-1918)
- Slovenia
  - 2007 - Codex Suprasliensis (Manoscritto in lingua slava ecclesiastica antica), Biblioteca Nazionale e dell'Università, Lubiana
- Spagna
  - 2007 - Trattato di Tordesillas, Archivio generale delle Indie, Siviglia
  - 2009 - Capitolazioni di Santa Fe, Archivio Generale della Corona di Aragóna, Barcellona
- Sri Lanka
  - 2003 - Archivio della Compagnia olandese delle Indie orientali, Colombo
- Stati Uniti
  - 2005 - Carta geografica di Martin Waldseemüller del 1507, dal 2003 di proprietà della Biblioteca del Congresso, Washington[22]
  - 2007 - Il mago di Oz, film del 1939, una delle opere più significative della storia del cinema
  - 2009 - Collezione di film e video di John Marshall Ju/'hoan Bushman Film and Video, 1950-2000
  - 2011 - Archivi della Compagnia olandese delle Indie occidentali (in comune con Brasile, Ghana, Guyana, Paesi Bassi, Antille Olandesi, Suriname e Regno Unito)
  - 2011 - Collezione di documenti The Silver Men sull'emigrazione di lavoratori dalle Indie Occidentali per la costruzione del Canale di Panama (in comune con Barbados, Giamaica, Panama, Saint Lucia e Regno Unito)
  - 2013 - Manoscriti e testimonianze audiovisive di Eleanor Roosevelt
- Sudafrica
  - 1997 - Collezione Bleek, Università di Città del Capo / Biblioteca Sudafricana, Città del Capo
  - 2003 - Archivio della Compagnia olandese delle Indie orientali, Città del Capo
  - 2007 - Atti processuali del Processo Rivonia (Stato contro Nelson Mandela e altri), Pretoria
  - 2007 - Collezione della Battaglia di Liberazione
  - 2013 - Archivi della Convention for a Democratic South Africa (CODESA) 1991-1992 e della conferenza multipartito 1993.
- Svezia
  - 2005 - Archivio Astrid Lindgren, Kungliga Biblioteket, Stoccolma
  - 2005 - Collezione di Emanuel Swedenborg, Accademia reale svedese delle scienze, Stoccolma
  - 2007 - Archivio Ingmar Bergman della Fondazione Ingmar Bergman, Istituto Svedese del Film, Stoccolma
  - 2007 - Archivio della famiglia di Alfred Nobel, Lund
  - 2011 - Archivio delle mappe della città di Stoccolma, Archivio Civico di Stoccolma[23]
  - 2011 - Codex Argenteus, Biblioteca dell'Università di Uppsala[23]
- Svizzera
  - 2007 - Archivio dell'Agenzia internazionale per i prigionieri di guerra (1914-1923), Museo internazionale della Croce Rossa e della Mezzaluna Rossa, Ginevra
  - 2009 Archivio della Società delle Nazioni (1919 - 1946), Ufficio delle Nazioni Unite a Ginevra
  - 2011 - Le collezioni di Jean-Jacques Rousseau, Ginevra e Neuchâtel
  - 2013 - Il lascito di Claude Nobs per il Montreux Jazz Festival
  - 2015 - La Bibliotheca Bodmeriana (1916-1971)

### T
- Tagikistan
  - 2003 - Il "Kulliyat" di Ubayde Zākāni e il "Gazalliyt" di Hafez: manoscritti del XIV secolo
- Tanzania
  - 1997 - Gli atti tedeschi dell'archivio nazionale, Archivio nazionale, Dar es Salaam
  - 2003 - Raccolta di testi e manoscritti arabi
- Thailandia
  - 2003 - Iscrizione della stele del re Ramkhamhaeng, Museo nazionale di Bangkok
  - 2009 - Archivio dei documenti di re Chulalongkorn
  - 2011 - Epigrafi di Wat Pho
  - 2015 - Verbali del consiglio della Siam Society
- Trinidad e Tobago
  - 1997 - La raccolta Derek-Walcott, Biblioteca principale, West Indies University, St. Augustine
  - 1999 - La raccolta Eric-Williams, Biblioteca principale, West Indies University, St. Augustine
  - 2005 - La raccolta C.L.R.-James
  - 2009 - Registri degli schiavi dei Caraibi 1817-1834 (in comune con Bahamas, Belize, Dominica, Giamaica, St. Kitts and Nevis e Regno Unito)
  - 2011 - Registrazioni dei contratti dei lavoratori dell'Impero anglo-indiano (in comune con Fiji, Guyana e Suriname)
- Turchia
  - 2001 - La scrittura cuneiforme ittita di Boğazkale, Musei archeologici di Istanbul / Museo delle civiltà anatoliche, Ankara
  - 2001 - I manoscritti dell'osservatorio di Kandili e dell'istituto di sismologia, Università Bogaziçi, Osservatorio di Kandili/ Istituto di sismologia, Istanbul
  - 2003 - Opere di Ibn Sina nella biblioteca dei manoscritti Süleymaniye
  - 2013 - I diari di viaggio (Seyahatnâme) di Evliya Çelebi, Biblioteca dei manoscritti Süleymaniye, Istanbul
  - 2015 - Archivi dei commercianti siriani di Kültepe

### U
- Ungheria
  - 2001 - La richiesta di brevetto del "radioscopo" di Karl Tihanys (1926), Archivio nazionale, Budapest
  - 2005 - La raccolta della biblioteca Corviniana (XV secolo), Budapest
  - 2007 - La Tabula Hungariae, Biblioteca nazionale Széchényi, Budapest (in comune con la Croazia)
  - 2009 - Archivio di Sándor Kőrösi Csoma, Biblioteca dell'Accademia delle Scienze, Budapest
  - 2009 - János Bolyai: Appendix, scientiam spatii absolute veram exhibens. Maros-Vásárhelyini, 1832
  - 2013 - Le scoperte di Ignác Semmelweis degli anni 1847-1861
- Uruguay
  - 2003 - Riprese originali degli anni 1913-1935 del cantante di tango Carlos Gardel, Raccolta Horacio-Loriente
  - 2015 - Rappresentazioni cartografiche ed iconografiche della Guerra della triplice alleanza (in comune con il Brasile)
- Uzbekistan
  - 1997 - Il Corano di Mushaf di Othmàn ibn Affàn, consigliere musulmano dell'Uzbekistan, Tashkent
  - 1997 - La raccolta dell'istituto Al-Biruni di orientalistica, Accademia delle scienze, Tashkent

### V
- Venezuela
  - 1997 - Scritti del liberatore (Simón Bolívar), Archivio nazionale, Caracas
  - 1997 - Raccolta di fotografie latinoamericane del XIX secolo, biblioteca nazionale, Caracas
  - 2007 - Archivi di Francisco de Miranda, Accademia nazionale di storia, Caracas
- Vietnam
  - 2009 - Impressioni in legno della Dinastia Nguyễn
  - 2010 - Stele degli esami imperiali delle dinastie Lê e Mạc nel Tempio della Letteratura, Hanoi

### Z
- Zimbabwe
  - 2015 - Documenti giuridici del caso contro i due media Nehanda e Kaguvi (Aprile 1897)

### Non attribuiti ad alcuno stato
- - 2007 - Collezione Christopher Okigbo, Ojoto